# Podsuliszka
Podsuliszka – wieś w Polsce położona w województwie mazowieckim, w powiecie radomskim, w gminie Skaryszew. Ma status sołectwa.
| SIMC    | Nazwa     | Rodzaj     |
| ------- | --------- | ---------- |
| 0637341 | Komorniki | przysiółek |

W latach 1975–1998 miejscowość administracyjnie należała do województwa radomskiego.
14 sierpnia 1944 żandarmeria niemiecka aresztowała we wsi 27 osób. Następnie przewiozła je do majątku Modrzejowice i po przesłuchaniach, następnego dnia Niemcy zaprowadzili je do pobliskiego lasu nad wcześniej wykopany dół. Józef Latała spowodował zamieszanie dzięki któremu udało się zbiec 14 osobom, reszta, wraz z Latałą, poniosła śmierć. Niemcy tego samego dnia powrócili do wioski i spalili 12 zabudowań. Po tygodniu, Niemcy ponownie pojawili się w wiosce i zamordowali kolejnych sześć osób.
Wierni Kościoła rzymskokatolickiego należą do parafii Matki Boskiej Królowej Polski w Łączanach.